# 30 미터 망원경

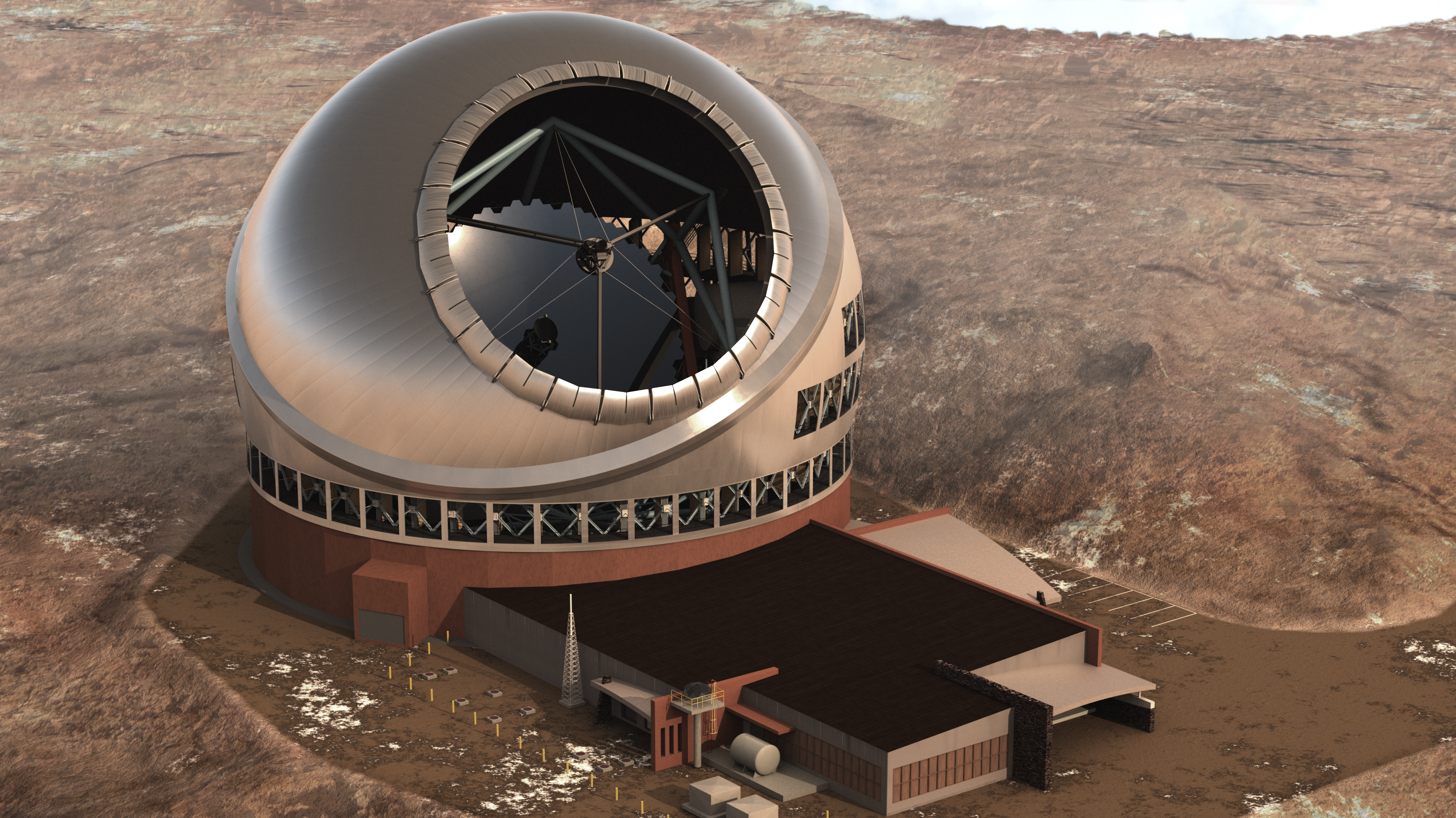
TMT 망원경을 컴퓨터로 렌더링한 가상도

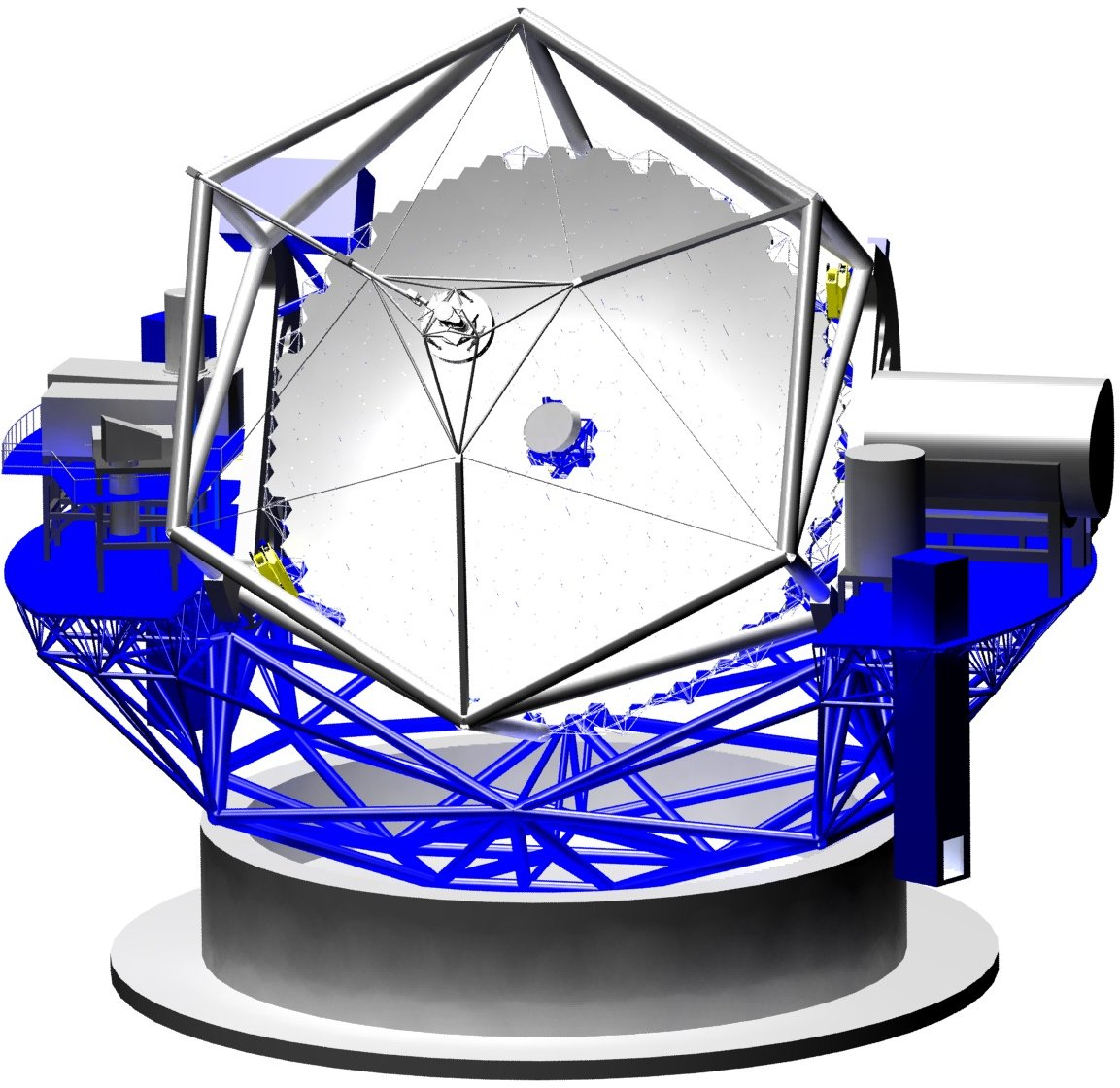
TMT 구조

TMT는 Thirty Meter Telescope의 약자로, 미국의 캘리포니아 공과대학, 캘리포니아 주립대학 연합, 캐나다 학연 연합(ACURA)가 추진하고 있는 거대망원경 건설 사업이다. 망원경의 구경이 30미터이므로 이런 이름이 붙었으며, 하와이 마우나키아 천체관측단지에 있는 구경 10미터 쌍둥이 망원경인 켁(Keck) 망원경의 후속 망원경이라고 보면 된다. 즉, 켁 망원경이 허블 우주망원경과 연동하여 우주를 연구할 의도로 건설되었다면, TMT 망원경은 2021년에 발사될 계획인 차세대 우주망원경인 제임스웹 우주망원경(JWST)과 연계할 의도를 갖고 있다.
2001년 미국의 국가 연구 평의회(NRC;National Research Council)는 "새 천년의 천문학과 천체물리학"이란 보고서에서 21세기에 인류가 도전해야할 천문학 분야의 중점 연구 과제들을 제시하였다. TMT는 그 문제를 풀기 위한 일환으로 추진되고 있다.

## 추진 경과
2008년 6월까지 예비 설계 마치고, 2009년 4월에 건설을 시작할 계획이다. 2020년대 완성될 것으로 예상된다. 그러나 현재 하와이 원주민들의 건설 부지 점령, 단식농성, 집회, 부지 갈아엎기 등으로 현재 건설이 크게 지연되고 있다.

## 망원경 구조
- 리치-트레티앙 방식 (주경은 오목 거울, 부경은 볼록 거울)
- 직경 1.4미터짜리 육각 거울 492장을 모아서 직경 30미터짜리 주경을 형성함
- 각 조각들의 위치와 모양을 제어하여 매끈한 거울 표면이 이루어지도록 함.
- 부경은 직경 3미터.
- 5분 내에 2각초의 정밀도로 목표 천체를 지향할 수 있고, 천분의 1초 정밀도로 천체를 추적할 수 있음.
- 망원경의 총 무게는 2000톤.
- 적응광학계를 사용함.
- 분해능은 2.2마이크로미터 파장에서 0.015각초. (허블우주망원경보다 10배 좋음)

## 설치 장소
하와이 마우나키아에 현재 건설되고 있으나 하와이 원주민들의 강력한 TMT 건설 반대 시위로 인해 건설이 늦어지고 있다.

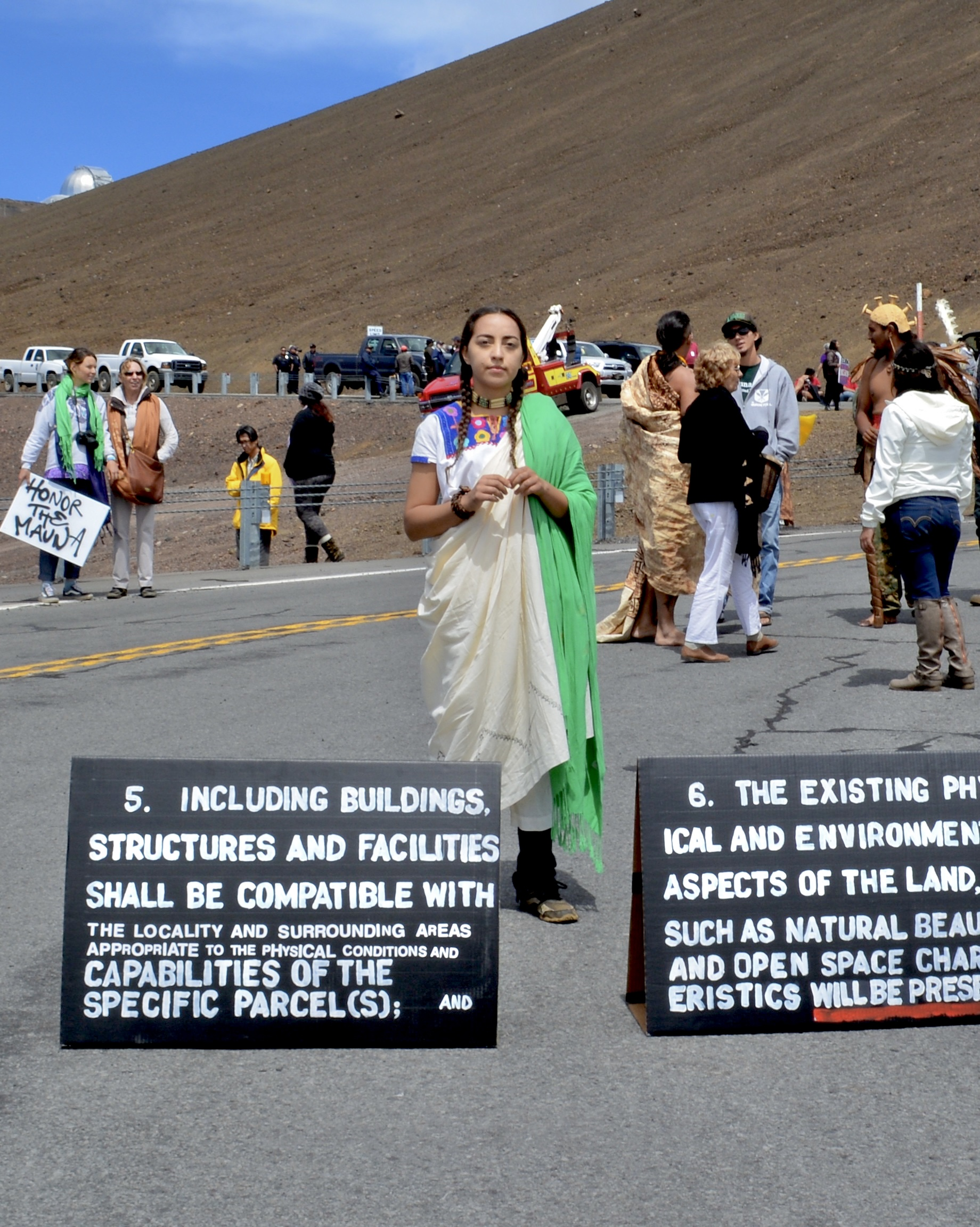
2014년 10월 7일 TMT 건설 반대 시위

## 과학과제
거대마젤란망원경과 비슷하다. 왜냐하면, 미국의 국가 연구 평의회(National Research Council)에서 제출한 "새 천년의 천문학과 천체물리학"이란 보고서에서 제시한 과제를 연구하기 위해 거대망원경들과 우주망원경이 계획된 것이기 때문이다.

## 참여 기관
- 캘리포니아 공과대학 (Caltech)
- 캘리포니아 주립대학 연합
- ACURA : 캐나다 연합

## 재정 지원
무어 재단 (Intel 창업자 가운데 하나인 Moore가 설립한 재단)

## 같이 보기
- 유럽 초대형 망원경
- VLT (망원경)
- 거대 마젤란 망원경